# 军师庙站
军师庙站是位于四川省广元市朝天区筹笔乡的一个铁路车站，邮政编码628012。车站建于1956年，有宝成铁路经过该站，现办理货运业务，客运仅办理6063/4次列车通勤业务。车站及其上下行区间均已电气化。车站距离宝鸡站313公里，隶属西安铁路局，是四等站。